# Savages (Breathe Carolina)
Savages è il quarto album in studio del gruppo musicale rock elettronico statunitense Breathe Carolina, pubblicato nel 2014.

## Tracce
1. Bury Me – 3:51
2. Bang It Out (featuring Karmin) – 4:12
3. Sellouts (featuring Danny Worsnop degli Asking Alexandria) – 4:48
4. Shots Fired – 4:19
5. Collide – 3:44
6. Please Don't Say – 3:52
7. Shadows – 4:16
8. Savages – 3:21
9. Chasing Hearts (featuring Tyler Carter degli Issues) – 3:57
10. I Don't Know What I'm Doing – 4:26
11. Mistakes – 4:05

## Formazione
- David Schmitt – voce
- Eric Armenta – batteria
- Luis Bonet – tastiera, programmazioni
- Tommy Cooperman – chitarra, sintetizzatore, tastiera, voce